# موسی غیاث‌الدین رعایة شاه
سلطان موسی غیاث‌الدین رعایة شاه ابن المرحوم سلطان علاءالدین سلیمان شاه (زاده ۹ دسامبر ۱۸۹۳- درگذشت ۸ نوامبر ۱۹۵۵) در دوران تصرف ایالت توسط ژاپن (۱۹۴۲–۱۹۴۵) سلطان سلانگور در مالزی بود. نشان خورشید فروزان توسط هیروهیتو، امپراتور ژاپن به او اعطاء شد.

## درگذشت
بعد از پایان جنگ و شکست ژاپن، سلطان موسی به جزایر کوکوس تبعید شد. متعاقب این امر او در جزیره بیمار گشت و به سلانگور بازگردانده شد که چند ماه بعد در روز ۸ نوامبر ۱۹۵۵ در کوالا لامپور درگذشت‌. موسی در جوار قبر پدرش در  آرامگاه یادمانی سلطنتی در شهر کلانگ به خاک سپرده شد‌‌.